# Phyllis Hall
Phyllis Hall (även Phylis Hall) , född 29 april 1902 i England, död 1993, var en brittisk friidrottare med medeldistanslöpning som huvudgren. Hall blev bronsmedaljör vid den första ordinarie Damolympiaden 1922 och var en pionjär inom damidrott.

## Biografi
Phyllis Hall föddes i mellersta England. Efter att hon börjat med friidrott tävlade hon i medeldistanslöpning. Hon började studera vid Birmingham University och gick senare med i idrottsföreningen "Birchfield Harriers" i Birmingham, hon tävlade för klubben under hela sin aktiva idrottskarriär.
Den 13 maj 1922 satte hon det första noterade (inofficiella) världsrekord i löpning 800 meter vid tävlingar i Birmingham. Åren 1922 – 1925 låg hon på topp 6-listan bland världens 800-meterslöpare med en första plats 1923 som bästa placering. 1922 deltog hon även i de första universitetsspelen (IVAB Women's Championships, Women’s Inter-Varsity Athletic Board) för damer där hon vann löpning ½ mile (80 meter) och 1 mile (ca 1600 meter).
Hall deltog vid den första ordinarie damolympiaden den 20 augusti 1922 i Paris, under idrottsspelen vann hon bronsmedalj i löpning 1000 meter.
1923 tog hon första plats i löpning 800 meter (880 yards) vid tävlingar 14 juli i London, hon deltog även vid de brittiska mästerskapen 1924 och 1925 dock utan att nå medaljplats. Senare drog hon sig tillbaka från tävlingslivet. 
Hall fortsatte att engagera sig i damidrott och var med bland grundarna till det regionala friidrottsförbundet "Midland Counties Women's Amateur Athletic Association" 1925. Hon blev föreningens förste sekreterare och senare dess ordförande. Senare började hon som idrottslärare vid Birmingham University. Hall dog 1993.